# Temple du centenaire

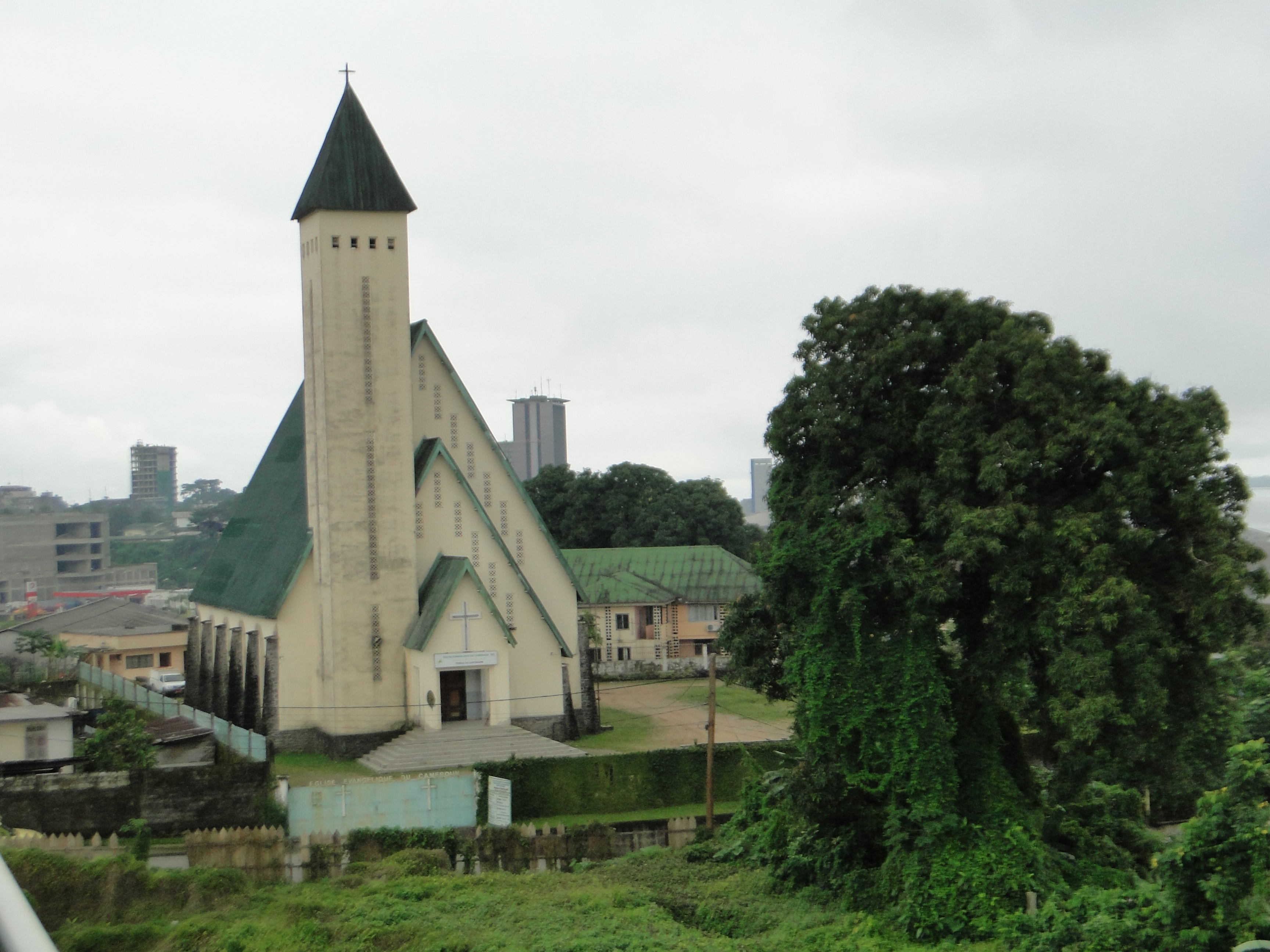
Vue d'ensemble du temple du Centenaire de Douala

Le temple du Centenaire a été construit en 1947 pour célébrer les cent ans de la première église chrétienne Bethel édifiée en 1847 à Douala. Il est affilié à l'Église évangélique du Cameroun .

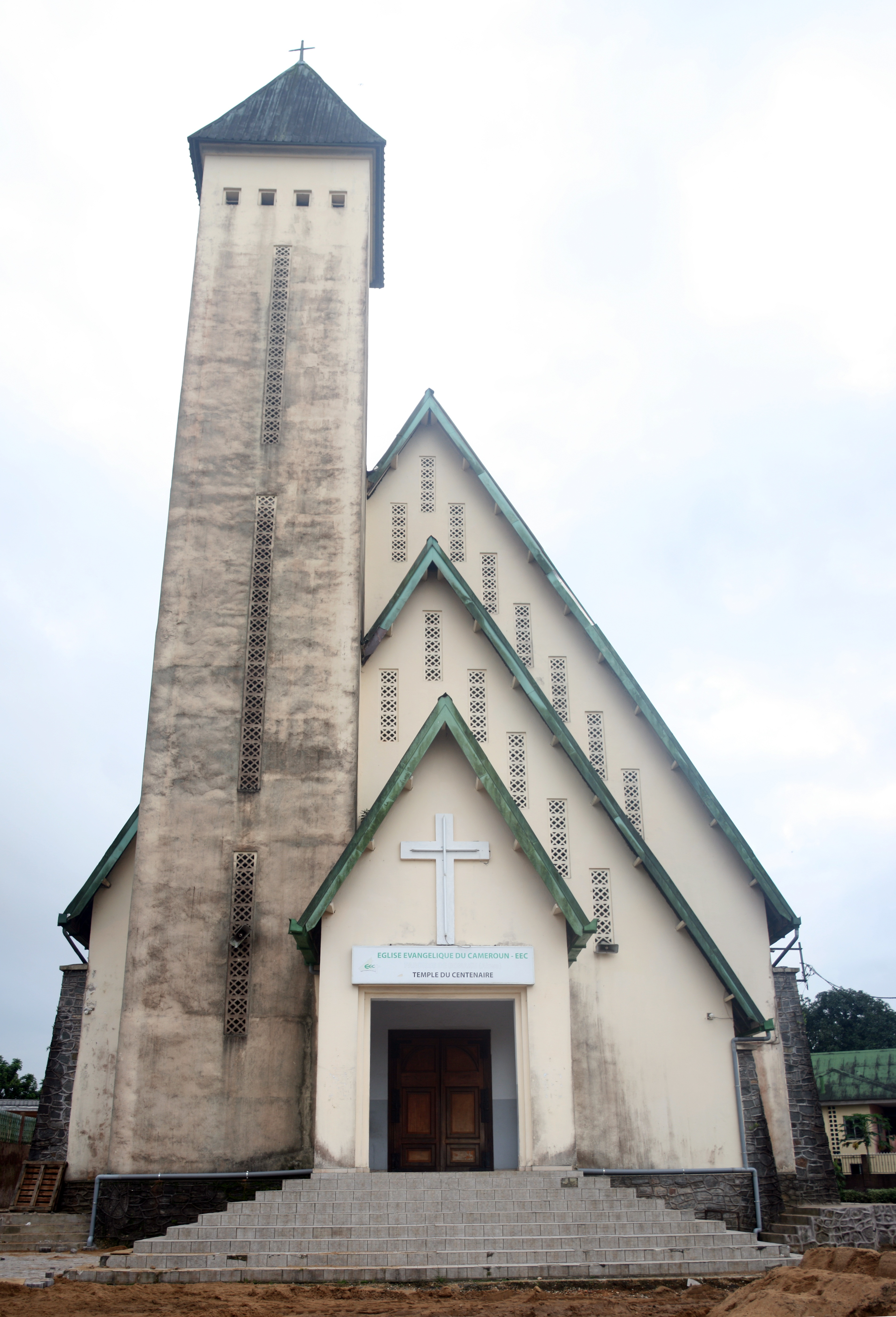
Vue de face du temple du Centenaire de Douala.